# جروف موهير
جروف موهر أو منحدرات موهير (النطق: /ˈmoʊ(h)ər/)  هي منحدرات بحرية تقع في الطرف الجنوبي الغربي من منطقة بورين في مقاطعة كلير بجمهورية أيرلندا.
يبلغ ارتفاع المنحدرات 120 مترا (390 قدم) فوق المحيط الأطلسي عند رأس هاج، وتصل ذروتها القصوى إلى 214 متر (702 قدم) على بعد ثمانية كيلومترات شمال برج اوبراين.المنحدرات تجذب ماياقرب من مليون زائر سنويا لمشاهدة الناظر الخلابة.
برج اوبراين هو برج حجري دائري يقع في منتصف المنحدرات تقريباَ. بناه السير كورنيليوس أوبراين عام 1835، وهو سليل ملك أيرلندا بريان بورو. أقرب المستوطنات هي قرية ليسكانور 6 كيلومتر (4 ميل) إلى الجنوب، وقرية دولين 7 كيلومتر (4 ميل) إلى الشمال.
يمكن للزوارمن المنحدرات ومن أعلى البرج رؤية جزر آران في خليج غالواي، وسلاسل جبل مومتورك وتويلف بينس إلى الشمال في مقاطعة غالواي، ولوب هيد إلى الجنوب. تعتبر المنحدرات من بين أكثر المواقع السياحية زيارةً في أيرلندا، بحوالي 1.5 مليون زيارة سنويًا.

## السياحة
تعد المنحدرات واحدة من أكثر الوجهات السياحية شهرة في أيرلندا وتصدرت قائمة مناطق الجذب في عام 2006 من خلال جذب ما يقرب من مليون زائر؛ يبلغ إجمالي عدد الزيارات الآن حوالي 1.5 مليون سنويًا. منذ عام 2011، شكلت الجروف جزءًا من حديقة بورين وجروف موهر الجيولوجية ‏، وهي إحدى وجهات السياحة الجيولوجية في جميع أنحاء أوروبا والتي هي عضو في شبكة الحدائق الجيولوجية الأوروبية والمعترف بها أيضًا من قبل اليونسكو.
بينما يمكن الوصول إلى المنحدرات في نقاط متعددة، وهناك ممشى كليف ووك بطول 18 كيلومتر (11 ميل)، يأتي غالبية الزوار إلى مركز الزوار الرسمي.

### مركز الزوار

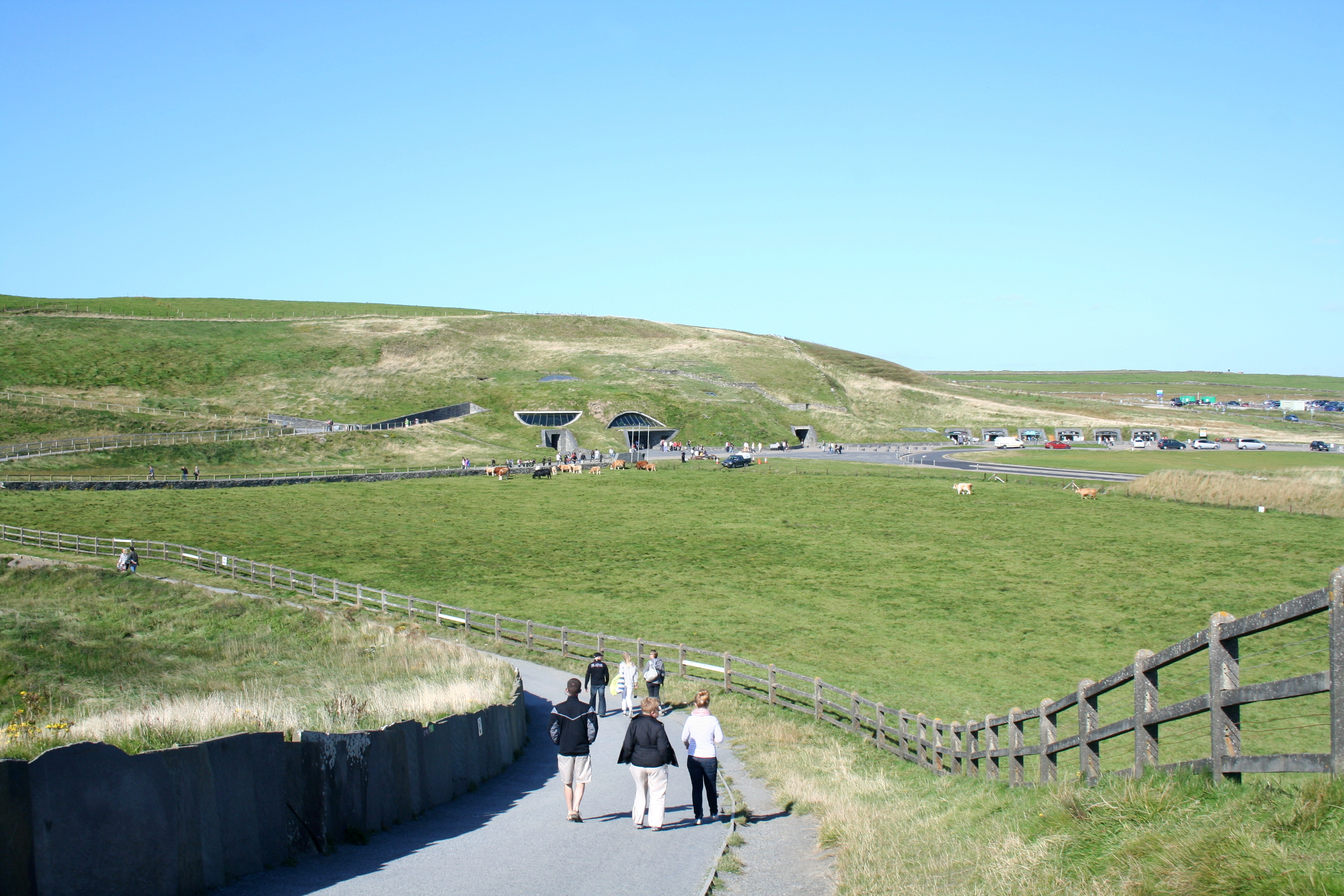
مركز الزوار

في التسعينيات، شرع مجلس مقاطعة كلير الذي يمثل السلطة المحلية، في التخطيط لتطوير إمكانية تجربة الزوار للمنحدرات دون وسائل راحة كبيرة من صنع الإنسان. تمشيا مع هذا النهج، تم بناء مركز الزوار الحديث، تجربة الزائر لجروف موهر (Cliffs of Moher Visitor Experience)، في جانب تل قريب من الجروف. خُطط للمركز ليكون محافظًا على البيئة عن طريق استخدامه لأنظمة الطاقة المتجددة بما في ذلك التدفئة والتبريد الحراري الأرضي والألواح الشمسية وإعادة تدوير المياه الرمادية.
خُطط للبناء الذي بلغت تكلفته 32 مليون يورو ودامت أشغاله على مدار 17 عامًا وافتتح رسميًا في فبراير 2007. تشمل المعروضات عروض وسائط تفاعلية تغطي الجيولوجيا والتاريخ والنباتات والحيوانات في الجروف. تعرض شاشة الوسائط المتعددة الكبيرة منظرًا شاملاً من الجروف، بالإضافة إلى فيديو عن الكهوف تحت الماء أسفل المنحدرات. يوجد أيضًا مقهيان وعدة متاجر. الأولوية تعطى لإمكانية الوصول، والكراسي المتحركة متاحة للاستعارة.

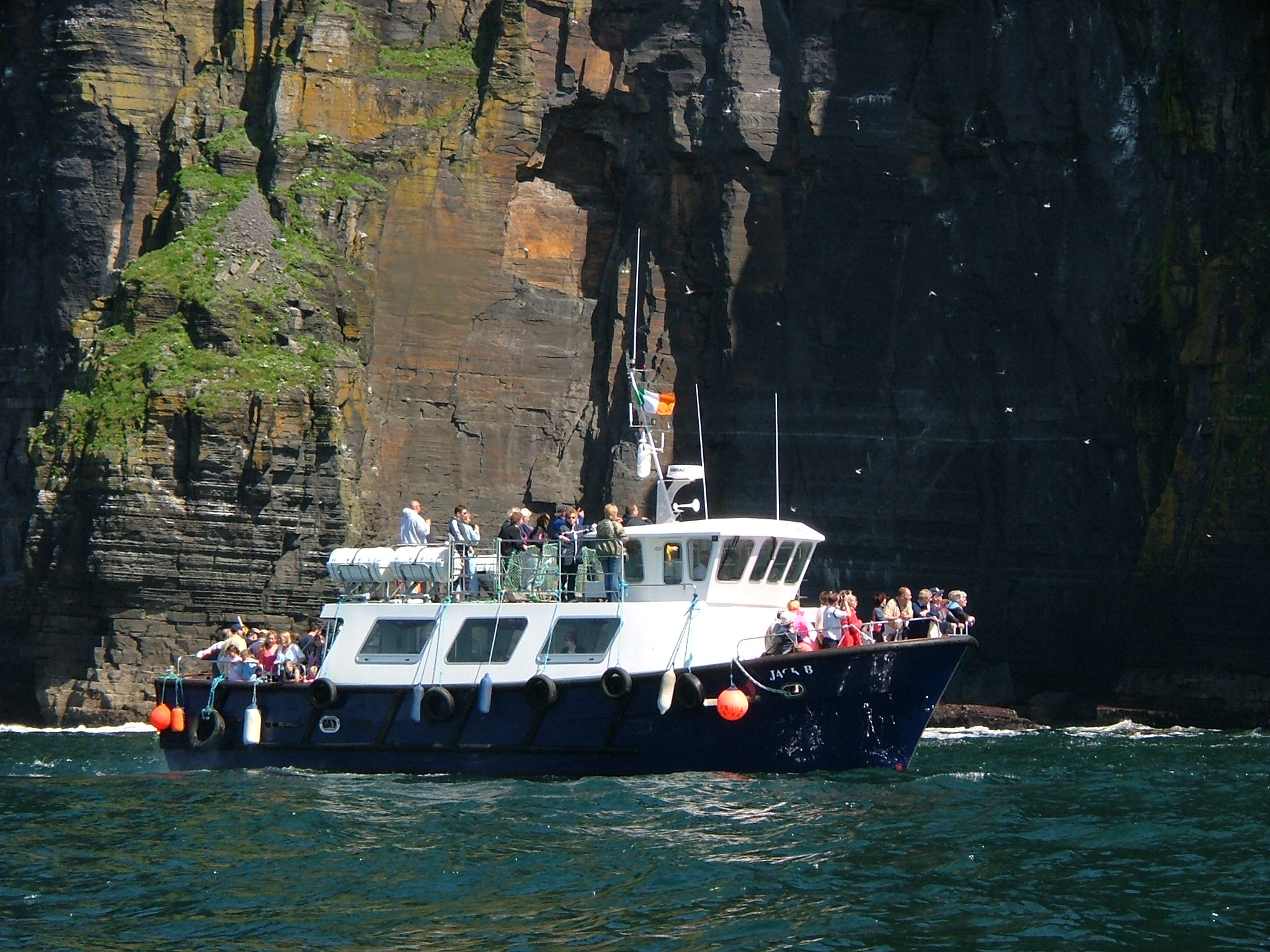
رحلة بحرية بجانب منحدرات موهير

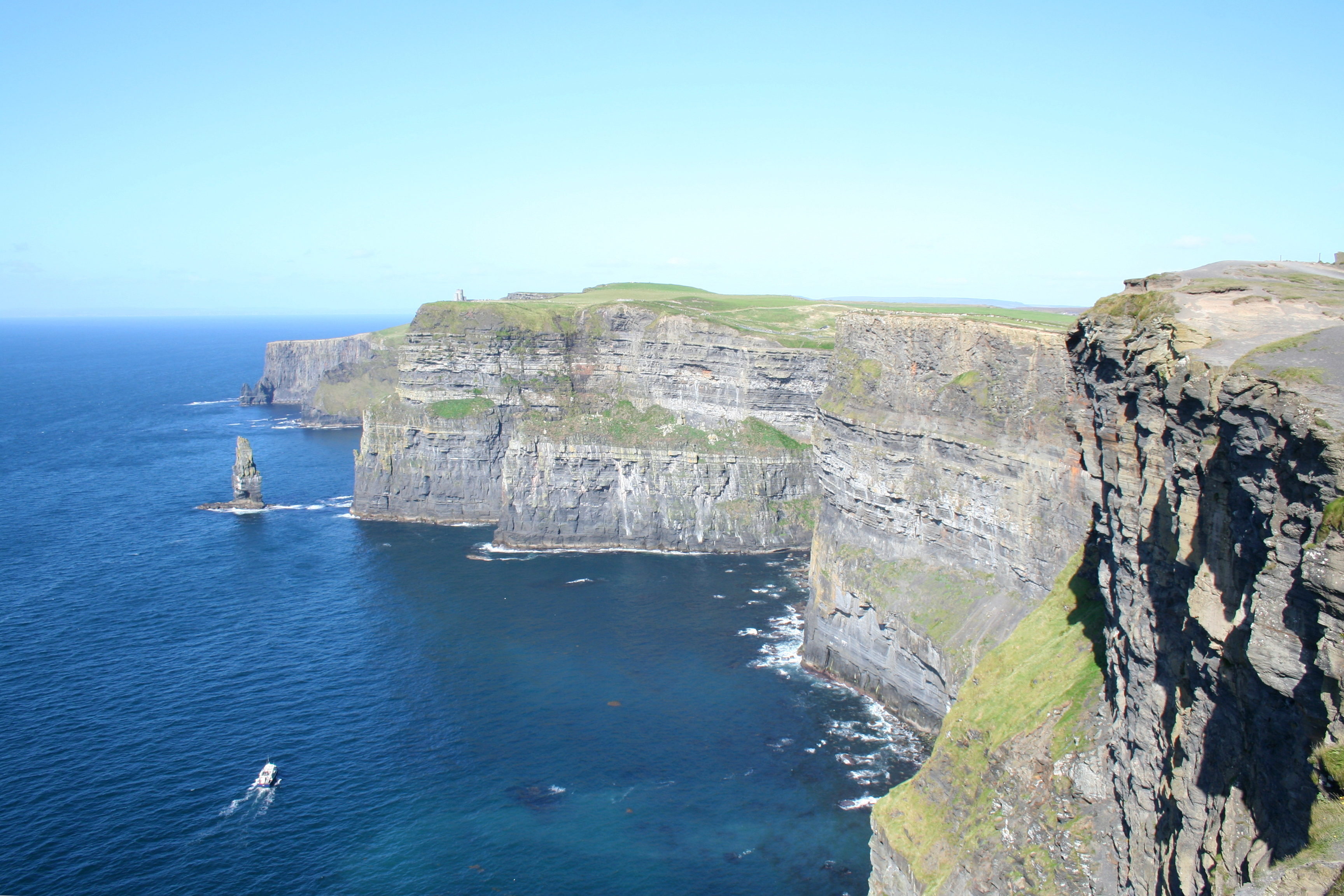
منظر إلى الشمال نحو برج اوبراين

## الجيولوجيا والحياة البرية
تتكون المنحدرات بشكل أساسي من طبقات من الصخر الناموري والحجر الرملي، مع وجود صخور أقدم في أسفل المنحدرات. خلال فترة تكوينها بين 313 و 326 مليون سنة، ألقى نهر بالرمل والطمي والطين في حوض بحري قديم. على مدى ملايين السنين، ضغطت الرواسب المتجمعة عند مصب هذه الدلتا القديمة وتحولت إلى طبقات حجرية محفوظة في المنحدرات المكشوفة الآن. تعتبر المنطقة معمل جيولوجي يحفظ سجل ترسبات الدلتا في المياه العميقة. تتفاوت سماكة الطبقات الفردية من بضعة سنتيمترات فقط إلى عدة أمتار، كل منها يمثل حدثًا ترسيبيًا معينًا في تاريخ الدلتا. في المجمل، ينكشف ما يصل إلى 200 متر من الصخور الرسوبية في منحدرات موهير. توجد آثار حفرية وفيرة، وتتألف من نوعين رئيسيين: (1) مسارات سكوليسيا أو الديدان، والتي فُسرت على أنها مسارات تغذية خلفتها اللافقاريات التي بقيت مجهولة إلى الآن و (2) علامات الجحور، وهي عبارة عن معالم دائرية محفوظة كقوالب من الجحوركانت تشغلها كائنات بحرية لم ُيتعرف عليها بعد. توجد علامات تموج في بعض الأحجار.
تتعرض المنحدرات اليوم للتآكل بفعل حركة الأمواج، مما يقوض قاعدة الدعم ويؤدي بالتالي إلى انهيار الجرف تحت ثقله. تخلق هذه العملية مجموعة متنوعة من التضاريس الساحلية المميزة لسواحل التعرية مثل الكهوف البحرية والمسلة البحرية والجذوع البحرية. كانت براناونمور، وهي كومة بحرية بارتفاع 67 مترًا عند سفح منحدرات موهير أسفل برج أوبراين، جزءًا من المنحدرات، لكن تآكل السواحل أزال تدريجياً طبقات الصخور التي تربطها بالبر الرئيسي.. يمكن أيضًا رؤية قوس بحري كبير على رأس هاج أسفل برج إشارة نابليون ويمكن رؤية العديد من الأقواس البحرية الأصغر من مستوى سطح البحر.
في موسم الذروة، هناك ما يقدر بنحو 30000 زوج من الطيور تعيش على المنحدرات، تمثل أكثر من 20 نوعًا. ومن بين هذه الأنواع الببغاء الغطاس الذي يعيش في مستعمرات كبيرة في أجزاء منعزلة من المنحدرات وعلى جزيرة غوت الصغيرة، وكذلك يتواجد أيضًا طائر أبو موس. يُعد الموقع منطقة هامة لحفظ الطيور.
يمكن أيضًا رؤية مجموعة واسعة من أشكال الحياة البحرية، من الفقمات الرمادية إلى الخنازير البحرية والدلافين وحيتان المنك وأسماك القرش المتشمس، وكذلك أحيانًا أسماك القيصانة. على اليابسة، عُثر على الماعز الوحشي والثعالب والغرير والأرنب الأيرلندي، جنبًا إلى جنب مع سلالات مختلفة من الماشية الزراعية.

## الثقافة الشعبية
ظهرت منحدرات موهير في العديد من وسائل الإعلام. ففي السينما، ظهرت المنحدرات في العديد من الأفلام، ومنها فيلم الأميرة العروس (1987) وهاري بوتر والأمير الهجين (2009)، وسنة كبيسة (2010). وذكرت المنحدرات في فيلم مارتن سكورسيزي إظهار الموتى (1999)، وأشير إليها في الفيلم الوثائقي Waveriders لعام 2008 كموقع لركوب الأمواج الكبيرة المعروف باسم "Aileens".
في الموسيقى، كانت المنحدرات مسرحًا لمقاطع الفيديو الموسيقية، ومنها أغنية "Runaway" لمارون 5، وأغنية «حبي» لويستلايف،  وأغنية «اللون الأخضر» لريتش مولينز. نثر توم شقيق المغنية داستي سبرينغفيلد معظم رمادها على المنحدرات. هناك أيضًا معزوفة أيرلندية تسمى The Cliffs Of Moher.

## معرض صور

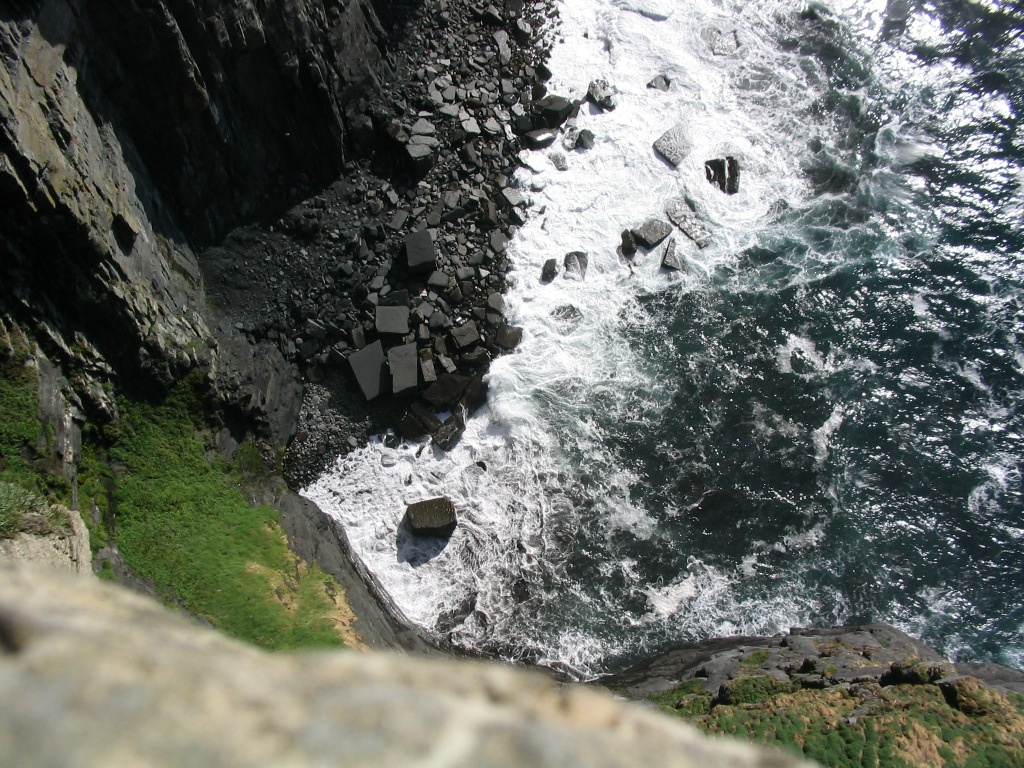
إطلالة من ارتفاع 200 على الجروف
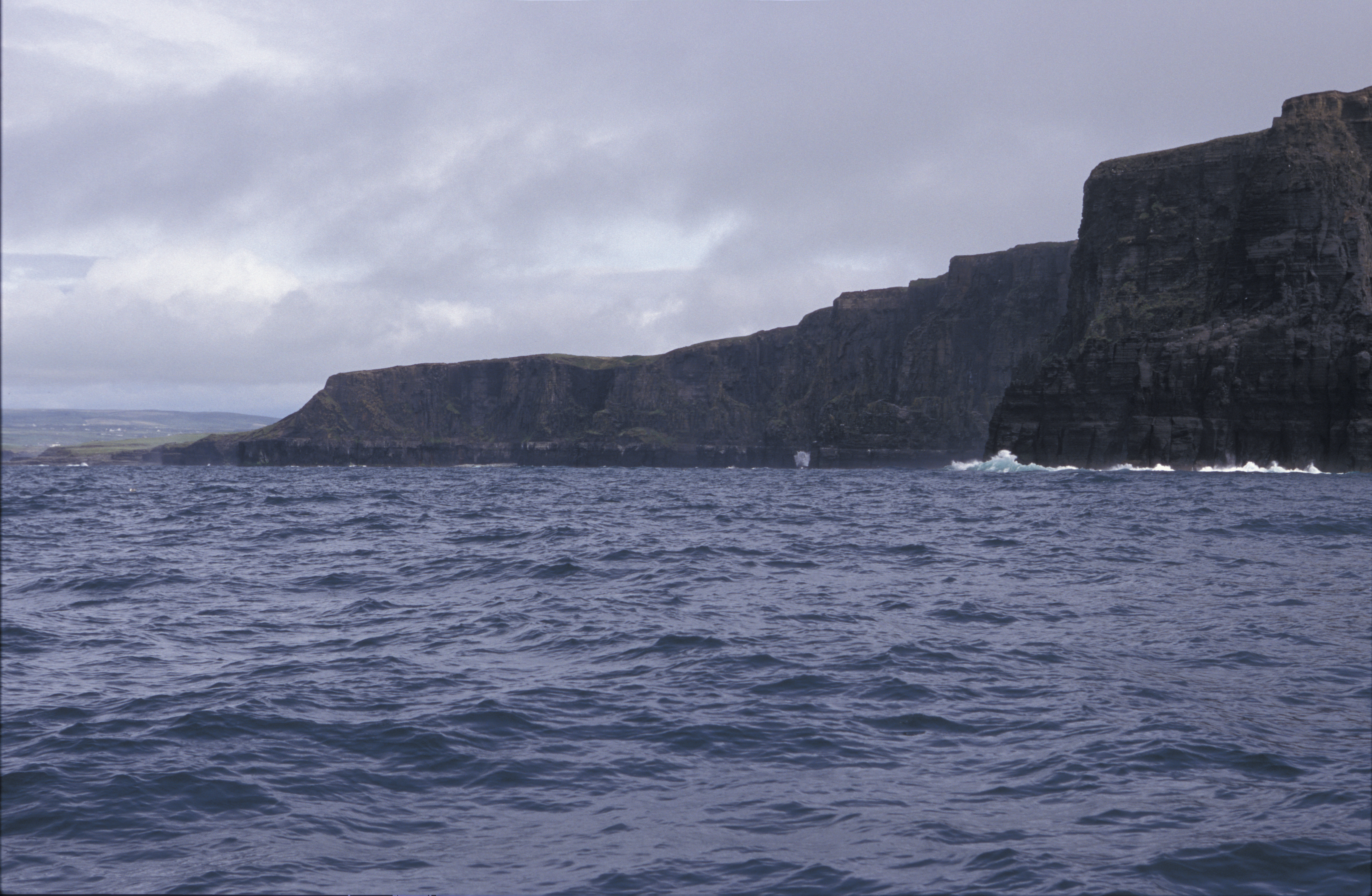
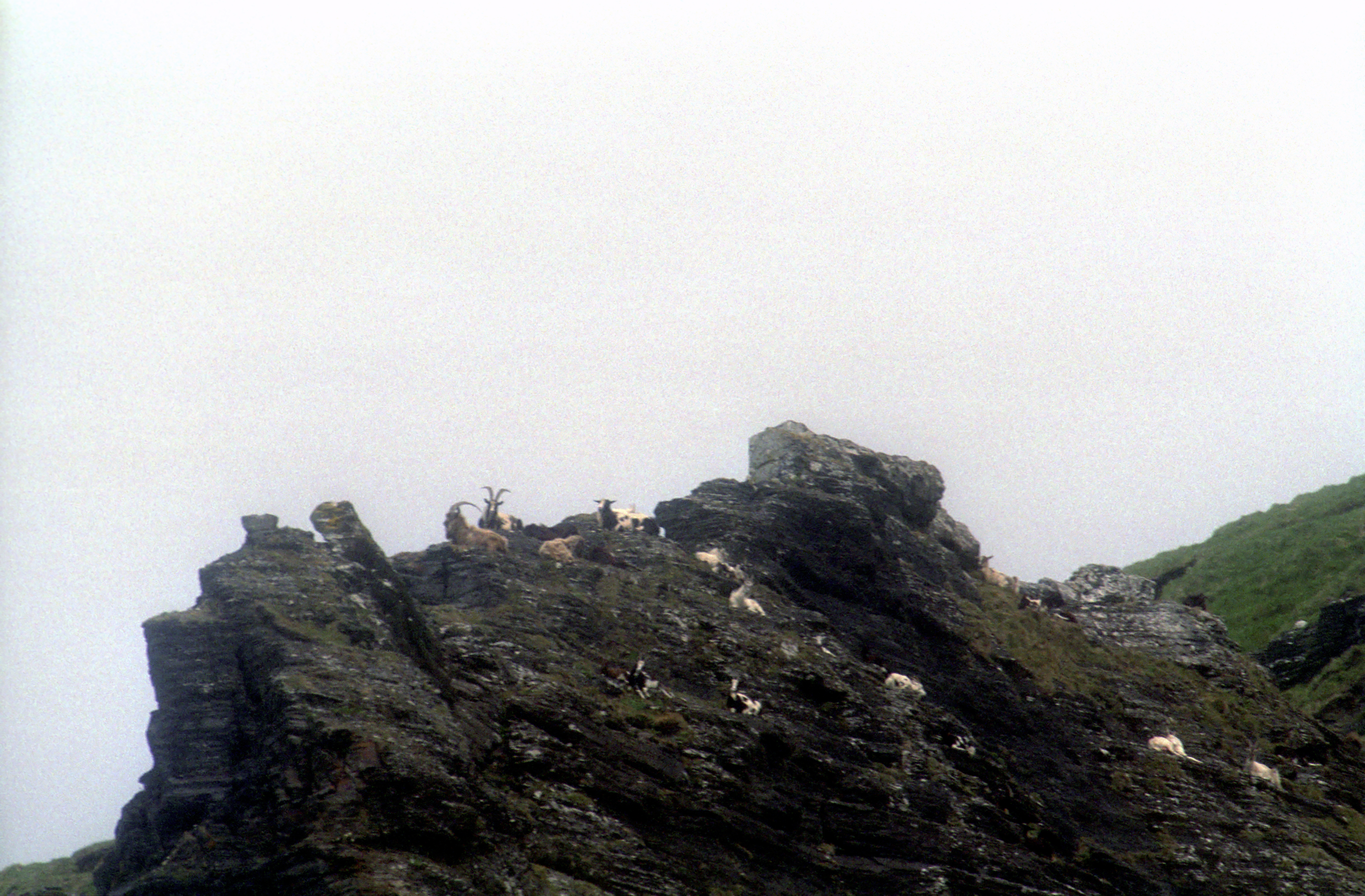
ماعز التوت البري Capra aegagrus hircus Bilberry goats
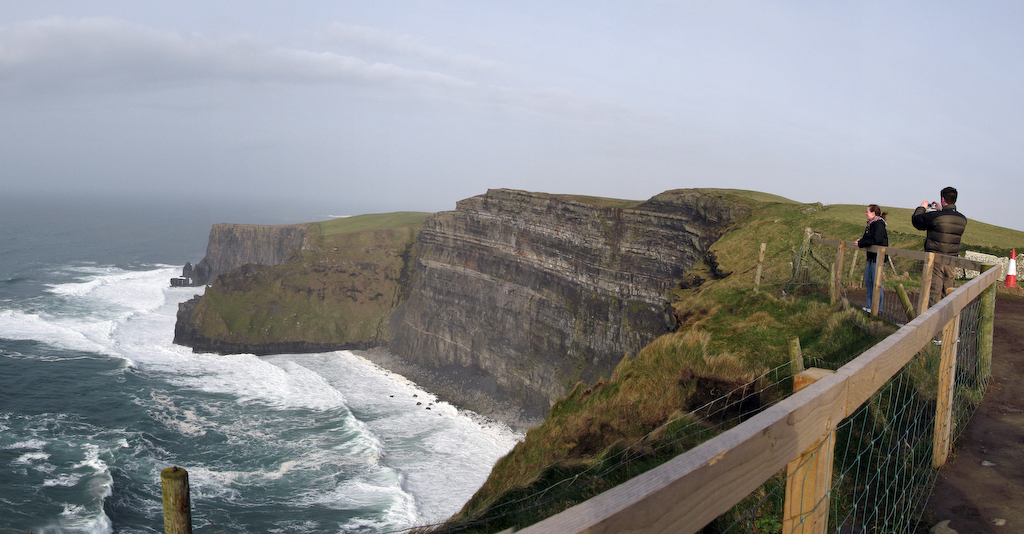
مشهد بانورامي الجروف
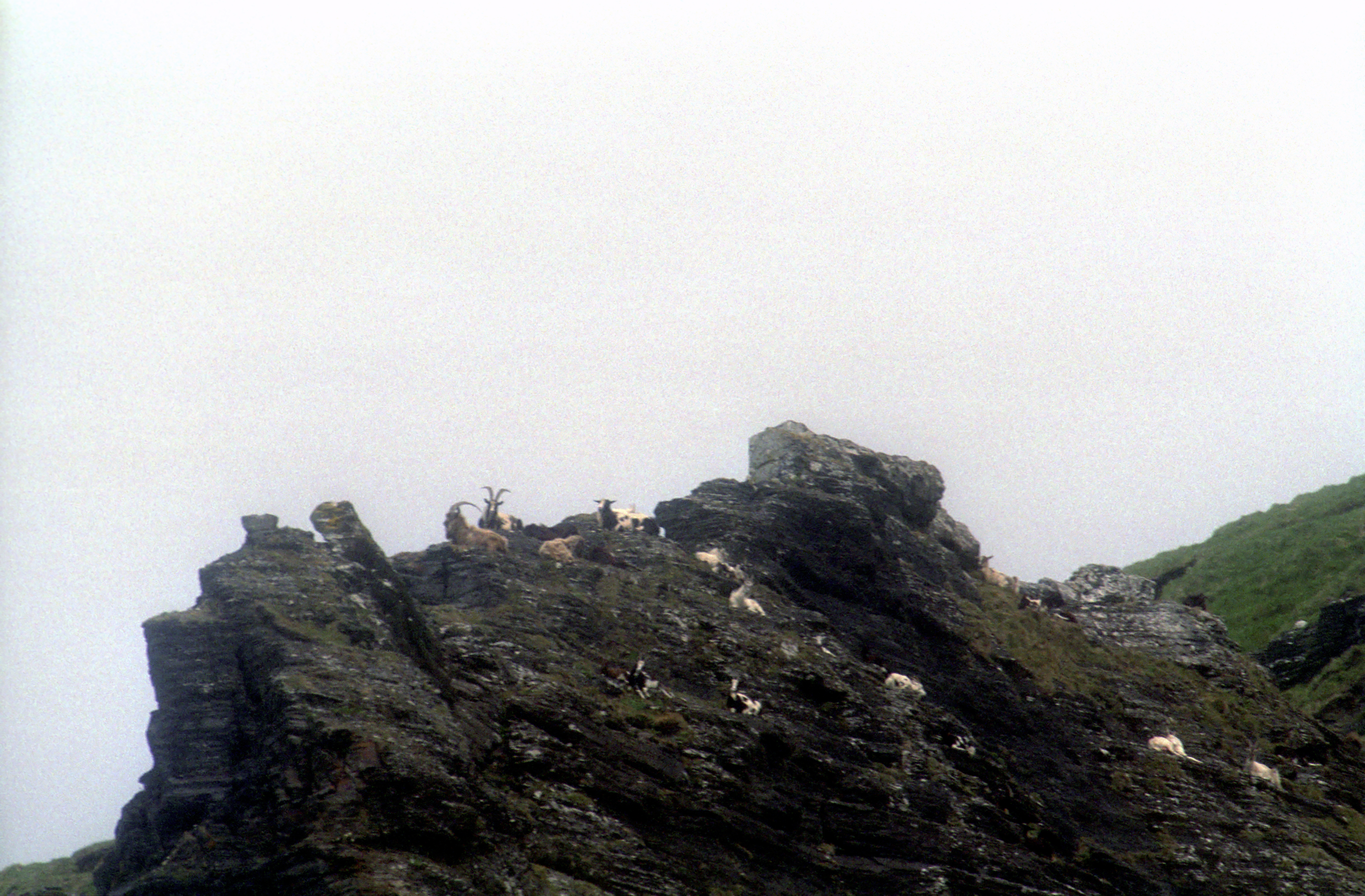
Local feral Bilberry goats
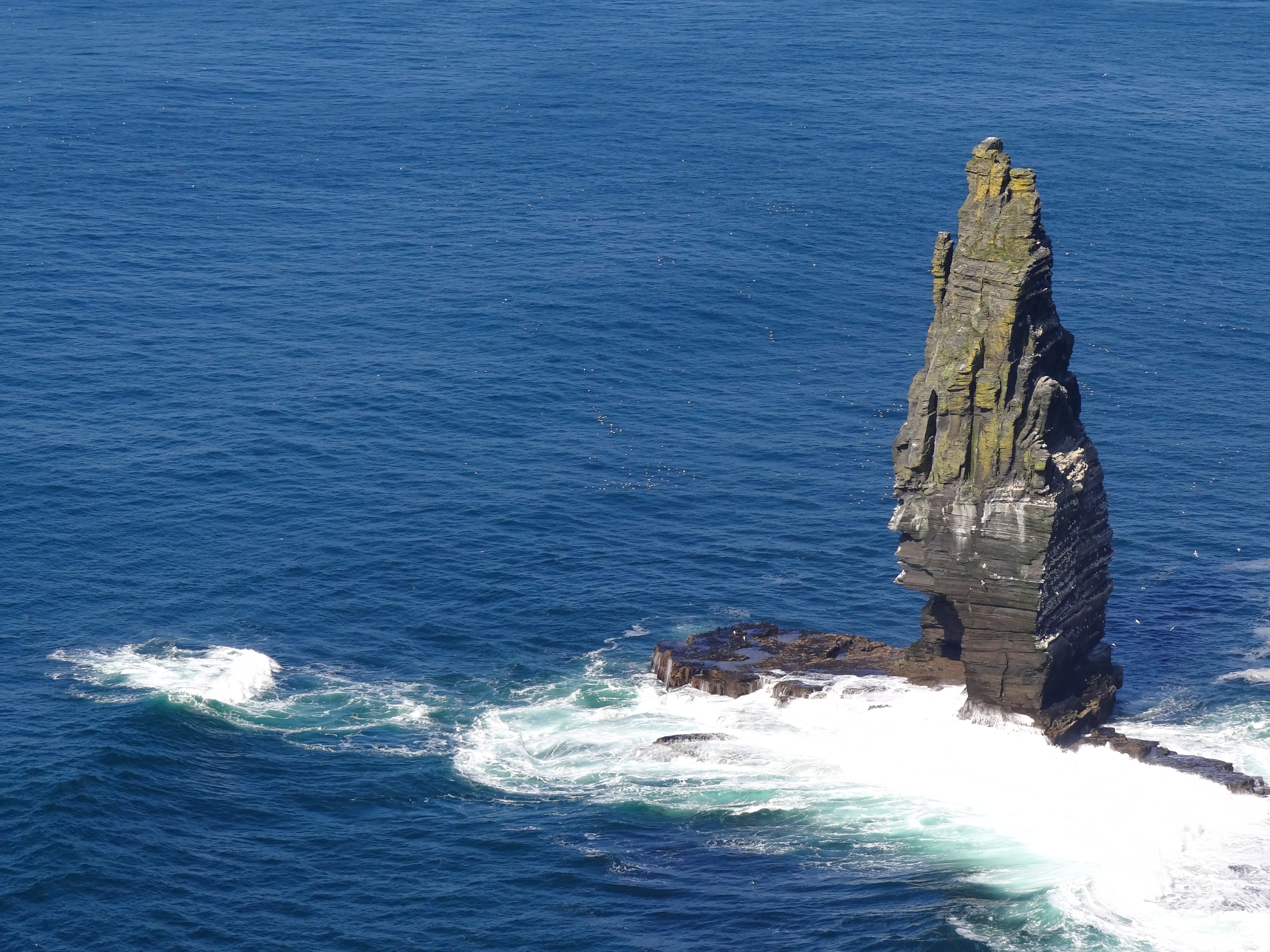
Branaunmore مسلة بحرية
بانوراما من أسفل برج أوبراين
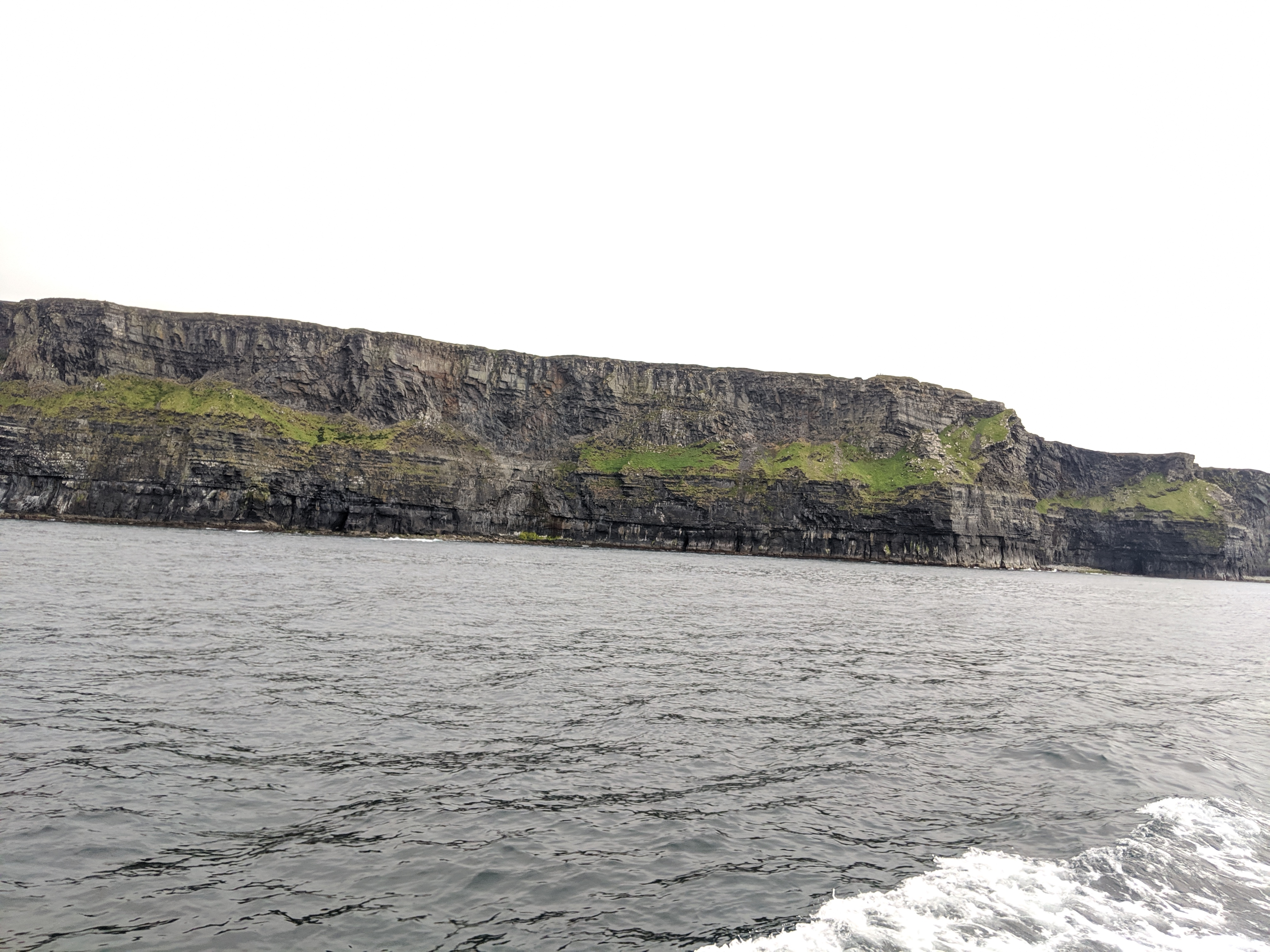
منظر من العبارة
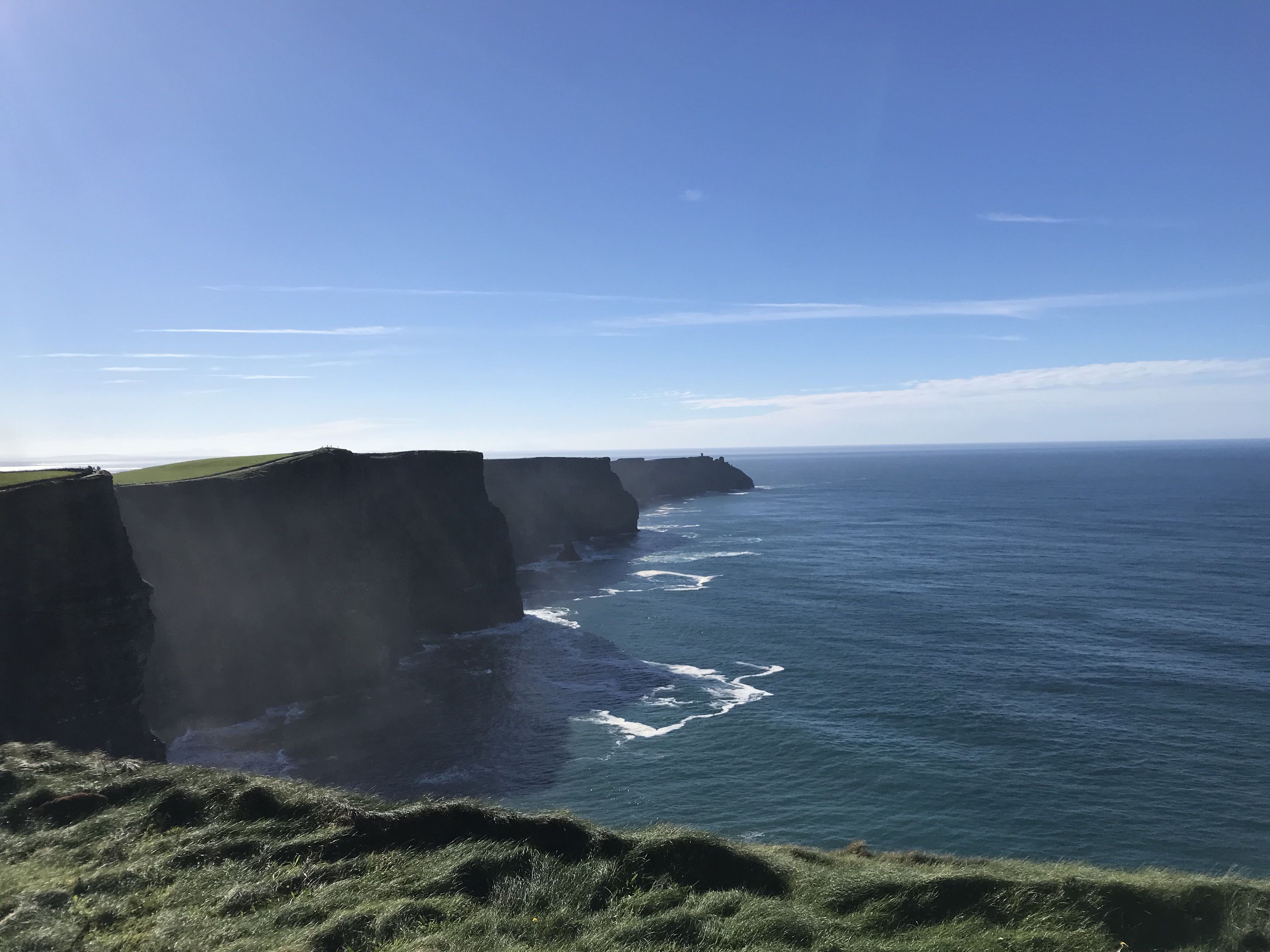